# الدوري الهولندي الممتاز 1928–29
الدوري الهولندي الممتاز 1928–29 (بالهولندية: Nederlands landskampioenschap voetbal 1928/29)‏ هو الموسم 41 من الدوري الهولندي الممتاز. أشرف على تنظيمه الاتحاد الملكي الهولندي لكرة القدم، وفاز فيه نادي آيندهوفن.